# Noemí Rubio i Gil
Noemí Rubio Gil (Sabadell, Vallès Occidental, 7 de desembre de 1983) és una futbolista catalana, ja retirada.
Formada com a migcampista al Centre d'Esports Sabadell Futbol Club (1999-2005), va aconseguir una Copa de la Reina el 2003. La temporada 2005-06 va fitxar pel Reial Club Deportiu Espanyol amb el qual va aconseguir quatre Copes Catalunya (2006-09), un títol de Lliga (2006) i dos Copes de la Reina (2006 i 2009). Al final de la temporada 2008-09, el seu contracte amb el RCD Espanyol va finalitzar de forma polèmica, ja que va publicar una foto seva a les xarxes social on donava suport al FC Barcelona a la final de la Copa del Rei de 2009. Tanmateix, la temporada següent va fitxar pel club blaugrana, amb el qual va guanyar dues Copes Catalunya (2010 i 2011) i una Copa de la Reina (2011). Al final de la temporada 2010-11 va retirar-se esportivament.

## Palmarès
Clubs
- 6 Copes Catalunya de futbol femenina: 2005-06, 2006-07, 2007-08, 2008-09, 2009-10 i 2010-11
- 1 Lliga espanyola de futbol femenina: 2005-06
- 4 Copes espanyoles de futbol femenina: 2003, 2006, 2009 i 2011